# Острочиновка
Острочиновка — река в России, протекает по Демянскому району Новгородской области. Устье реки находится в деревне Гибно в 1,9 км по левому берегу реки Кунянка. Длина реки составляет 12 км.
Истоки реки находятся на территории Ильиногорского сельского поселения. Здесь на берегу реки стоит деревня Михеево. Ближе к устью река протекает по территории Песоцкого сельского поселения.
Система водного объекта: Кунянка → Явонь → Пола → Ильмень → Волхов → Ладожское озеро → Нева → Балтийское море.

## Данные водного реестра
По данным государственного водного реестра России относится к Балтийскому бассейновому округу, водохозяйственный участок реки — Ловать и Пола, речной подбассейн реки — Волхов. Относится к речному бассейну реки Нева (включая бассейны рек Онежского и Ладожского озера).
Код объекта в государственном водном реестре — 01040200312102000022158.